# Bürgel (Türingia)
Bürgel település Németországban, azon belül Türingiában. Lakosainak száma 3070 fő (2023. december 31.). Bürgel Schkölen, Serba, Rauschwitz, Scheiditz és Albersdorf községekkel határos.

## Népesség
A település népességének változása:
| Lakosok száma | 3067 | 3137 | 3132 | 3032 | 3033 | 3070 |
|               | 2014 | 2017 | 2019 | 2021 | 2022 | 2023 |